# Lawrence Dundas, I baronetto
Sir Lawrence Dundas, I baronetto (1710 – 21 settembre 1781), è stato un politico scozzese.

## Biografia
Era il figlio di Thomas Dundas, di Fingask, e di sua moglie, Bethia Baillie.

## Carriera

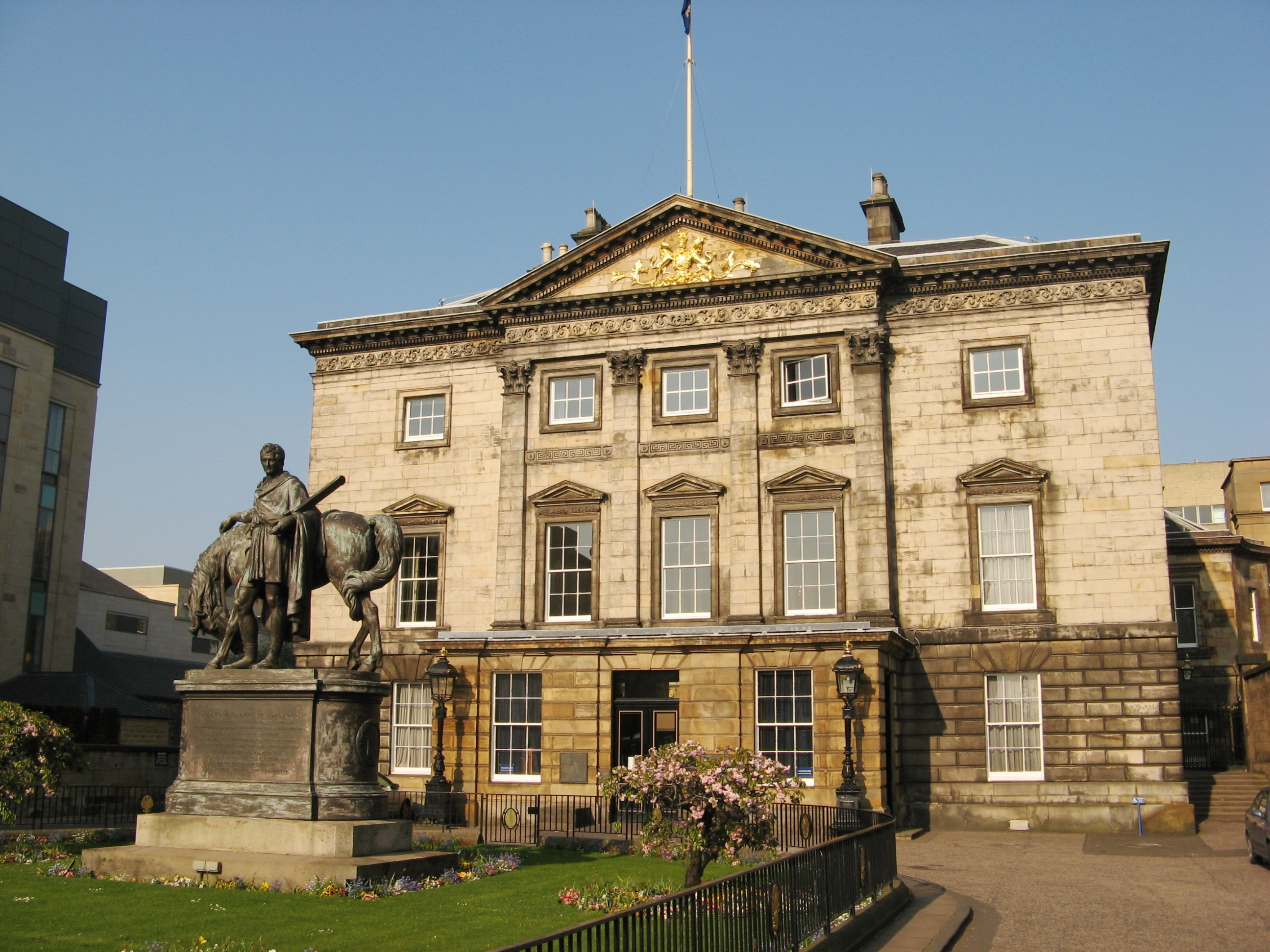
Banca Reale della Scozia, St Andrew Square, Edimburgo. Costruita come casa di Sir Laurence Dundas da William Chambers nel 1771. Divenne Excise Office nel 1794, e RBS nel 1825.

Inizialmente fece fortuna grazie alla fornitura di beni per l'esercito britannico durante la campagna contro i giacobiti e nelle Fiandre durante la Guerra dei sette anni  (1756-1763). Successivamente è stato un sostenitore importante del Forth e Clyde Canal e venne eletto membro della Society of Dilettanti nel 1750.
Acquistò Aske Hall, nei pressi di Richmond, nel nord del Yorkshire nel 1763, da Lord Holderness per £ 45.000. La sua casa a St. Andrew Square, a Edimburgo, progettata da Sir William Chambers, divenne la sede della Royal Bank of Scotland nel 1825.
Ha ricoperto la carica di deputato per Linlithgow (1747-1748), per Newcastle-under-Lyme (1762-1768) e per Edimburgo (1768-1790).
Ha ricoperto la carica di vice ammiraglio di Shetland e Orcadi.

## Matrimonio
Sposò, il 9 aprile 1738, Margaret Bruce, figlia di Alexander Bruce e di Maria Balfour. Ebbero un figlio:
- Thomas Dundas, I barone Dundas (16 febbraio 1741-14 giugno 1820)

## Morte
Morì il 21 settembre 1781 ed è sepolto nel Mausoleo Dundas a Falkirk Old Parish Church.